# هولمبيرت فريوجونسون
هولمبيرت أرون فريوجونسون (بالآيسلندية:Hólmbert Aron Friðjónsson) وهو لاعب كرة قدم أيسلندي في مركز الهجوم ولد في يوم 19 أبريل 1993 في مدينة كيفلافيك عاصمة آيسلندا، يلعب حالياً مع نادي بروندبي في الدنمارك كمعار من نادي سلتيك في اسكتلندا وسبق له اللعب مع نادي فرام لكرة القدم ونادي كوبافاجوس ولعب مع منتخب آيسلندا لكرة القدم ويبلغ طوله 195 سم.

## روابط خارجية
- هولمبيرت فريوجونسون على موقع الاتحاد الدولي (مؤرشف)  (الإنجليزية)
- هولمبيرت فريوجونسون على موقع الاتحاد الأوربي (الإنجليزية)
- هولمبيرت فريوجونسون على موقع اتحاد النرويج (النرويجية)
- هولمبيرت فريوجونسون على موقع قاعدة بيانات كرة القدم.إي يو (الإنجليزية)
- هولمبيرت فريوجونسون على موقع ناشيونال فوتبول تيمز (الإنجليزية)
- هولمبيرت فريوجونسون على موقع Soccerway.com (الإنجليزية)